# Robert Peliza
John Robert Peliza (más conocido como Bob ) (Gibraltar, 16 de noviembre de 1920-ibíd, 12 de diciembre de 2011) fue un político, periodista y militar gibraltareño. Estaba casado con Irma Peliza y tenía siete hijos.

## Trayectoria
Comenzó trabajando como periodista en el periódico Gibraltar Chronicle; estuvo como voluntario de las Fuerzas Armadas de Gibraltar donde participó en la Segunda Guerra Mundial y en la Royal Gibraltar Regiment.
Años más tarde dejó su carrera militar y se inició en el mundo de la política, ocupando su primer cargo entre 1945 y 1948 como miembro del consejo de la ciudad de la Casa consistorial de Gibraltar. En 1967 fundó su propio partido político llamado Partido para la Integración con el Reino Unido, con el que principalmente dirigía campañas a favor de la plena ciudadanía británica para los habitantes de Gibraltar. En 1968 pasó a ser miembro de la Asamblea General de Gibraltar y un año más tarde, el día 6 de agosto de 1969 se convirtió en el segundo ministro principal de Gibraltar, sucediendo a Joshua Hassan. Durante su mandato como ministro principal fue quien redactó la primera Constitución de Gibraltar para su entrada en pleno autogobierno interno, hasta que fue sucedido en el cargo por su predecesor el día 25 de junio de 1972. 
Entre 1992 y 1996, fue elegido presidente de la Asamblea de Gibraltar.
Falleció a los 91 años el 12 de diciembre de 2011 en el hospital St. Bernard de Gibraltar.

## Premios y condecoraciones
- Caballero comendador de la Orden del Imperio Británico
- Medalla de Honor de Gibraltar
- Condecoración de la Eficiencia del Reino Unido